# Референдум в Лихтенштейне (1924)
Референдум в Лихтенштейне по закону о налогообложении прошёл 27 апреля 1924 года. Закон был одобрен 64,5% голосов избирателей.

## Контекст
Референдум проводился относительно внесения изменений в новый налоговый кодекс 1923 года с целью сокращения налогов с низких доходов в пользу повышения налогов с компаний. 
Факультативный референдум был организован по инициативе парламента, который решил выдвинуть новый закон на всеобщее голосование в соответствие со Статьёй № 66 новой Конституции 1921 года.

## Результаты
| Выбор                               | Голоса | %    |
| ----------------------------------- | ------ | ---- |
| За                                  | 1 088  | 64,5 |
| Против                              | 598    | 35,5 |
| Недействительных/пустых бюллетеней  | 140    | –    |
| Всего                               | 1 826  | 100  |
| Зарегистрированных избирателей/Явка | 2 032  | 89,9 |
| Источник: Démocratie Directe        |        |      |